# Viengphoukha
Viengphoukha là một huyện (muang, mường) thuộc tỉnh Luangnamtha ở tây bắc Lào.